# Ophioglossum simplex
Ophioglossum simplex är en låsbräkenväxtart som beskrevs av Henry Nicholas Ridley och Frederick Orpen Bower. Ophioglossum simplex ingår i släktet ormtungor, och familjen låsbräkenväxter. Inga underarter finns listade i Catalogue of Life.